# Droga I/21 (Słowacja)
Droga krajowa 21 (słow. Cesta I. triedy 21, Cesta I/21, do 31 lipca 2015 Droga krajowa nr 73) – droga krajowa I kategorii w północno-wschodniej Słowacji. Jedno-jezdniowa arteria łączy rejon Preszowa z Przełęczą Dukielską, gdzie trasa łączy się z polską drogą krajową nr 19. Trasa jest elementem szlaku E371. W przyszłości wzdłuż I/21 powstanie nowoczesna droga ekspresowa R4.